# Monte Gimmella
Monte Gimmella è un monte situato nei pressi di San Giovanni in Fiore. 

## Flora

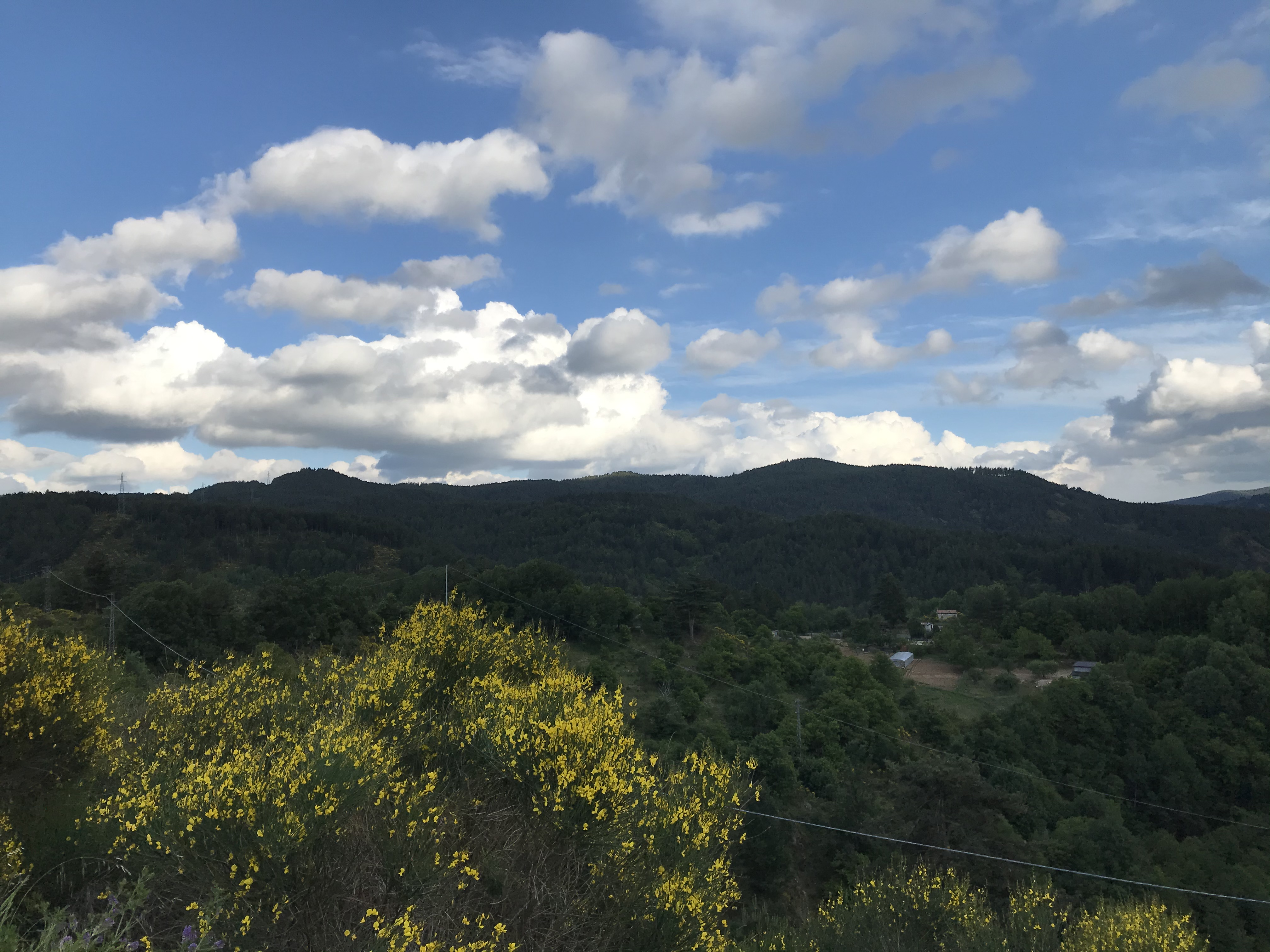
Monte Gimmella

La flora presente è compasta da pini e abeti sul versante ovest, mentre sul versante opposto vi sono presente varie latifoglie come querce.

## Fauna
La fauna è tipicamente silana: cinghiali ne sono presenti in abbondanza. Specie ormai quasi scomparsa è il lupo, che all'epoca era l'icona silana

## Insediamenti

San Giovanni in Fiore; sullo sfondo Monte Gimmella

Ai piedi di monte Gimmella ci sono vari insediamenti:  San Giovanni in Fiore, con la sua  abbazia Florense, ma anche Fantino, Carello e Acquafredda.

## Origini del nome
Il nome deriva dalla lettera ebraica Ghimel che rappresenta beneficenza; l'attribuzione del nome pare sia legata all'Abate Gioacchino da Fiore, che fece della carità la sua ragione di vita.